# Krajenka (gmina)
Krajenka – gmina miejsko-wiejska w województwie wielkopolskim, w powiecie złotowskim. W latach 1975–1998 gmina położona była w województwie pilskim.
Siedziba gminy to Krajenka.
Według danych z 30 czerwca 2004 gminę zamieszkiwały 7192 osoby.

## Struktura powierzchni
Według danych z roku 2002 gmina Krajenka ma obszar 191,79 km², w tym:
- użytki rolne: 46%
- użytki leśne: 47%

Gmina stanowi 11,55% powierzchni powiatu.

## Demografia
Dane z 30 czerwca 2004:
| Opis                              | Ogółem | Ogółem | Kobiety | Kobiety | Mężczyźni | Mężczyźni |
| --------------------------------- | ------ | ------ | ------- | ------- | --------- | --------- |
| jednostka                         | osób   | %      | osób    | %       | osób      | %         |
| populacja                         | 7192   | 100    | 3631    | 50,5    | 3561      | 49,5      |
| gęstość zaludnienia (mieszk./km²) | 37,5   | 37,5   | 18,9    | 18,9    | 18,6      | 18,6      |

- Piramida wieku mieszkańców gminy Krajenka w 2014 roku[1].

## Sołectwa
Augustowo, Barankowo, Czajcze-Leśnik, Dolnik, Głubczyn, Krajenka-Wybudowanie, Łońsko, Maryniec, Paruszka, Podróżna, Pogórze, Skórka, Śmiardowo Krajeńskie, Tarnówczyn, Wąsoszki, Żeleźnica.

## Sąsiednie gminy
Kaczory, Piła, Szydłowo, Tarnówka, Wysoka, Złotów